# Olivola
Olivola est une commune italienne de la province d'Alexandrie dans la région Piémont en Italie.

## Administration
| Période       | Période       | Identité           | Étiquette            | Qualité |
| ------------- | ------------- | ------------------ | -------------------- | ------- |
| 16 juin 1988  | 5 juin 1993   | Luigi Lanzetta     | Democrazia Cristiana |         |
| 16 juin 1993  | 28 avril 1997 | Luigi Lanzetta     | -                    |         |
| 28 avril 1997 | 14 mai 2001   | Luigi Lanzetta     | liste civique        |         |
| 25 mai 2001   | 30 mai 2006   | Paolo Ceresa       | liste civique        |         |
| 30 mai 2006   | 16 mai 2011   | Paolo Ceresa       | liste civique        |         |
| 16 mai 2011   | 6 juin 2016   | Gianmanuele Grossi | liste civique        |         |
| 6 mai 2016    | -             | Gianmanuele Grossi | liste civique        |         |

### Communes limitrophes
Casorzo, Frassinello Monferrato, Ottiglio, Vignale Monferrato